# Lac-Beauport
Lac-Beauport è un comune del Canada, situato nella provincia del Québec, nella regione di Capitale-Nationale.